# Місцевий клімат
Місце́вий клі́мат, мезоклімат, клімат порівняно невеликих територій, достатньо однорідних за природними умовами (наприклад, певного лісового масиву, морського узбережжя, ділянки річкової долини, міжгірської улоговини, невеликого міста або міського району і т.п.). 
За масштабом поширення займає проміжне положення між макрокліматом і мікрокліматом. 
Місцевий клімат значною мірою визначається особливостями земної поверхні в даному районі (її топографією, характером ґрунту, рослинним покривом, міською забудовою тощо. Ці особливості найрізкіше виявляються в нижньому шарі атмосфери потужністю до декількох сотень метрів і поступово згладжуються із збільшенням висоти. М. к. зазвичай характеризується висновками з багаторічного ряду спостережень метеорологічних станцій даного району.